# Andrés Cruz
Andrés Norberto Cruz Carrasco (Concepción, 4 de junio de 1973) es un abogado, doctor en derecho, profesor universitario y político chileno, fue miembro de la Convención Constitucional, órgano encargado de redactar una propuesta de Constitución para Chile.

## Formación académica
Estudió en el Liceo Charles de Gaulle de la Alianza Francesa de Concepción y luego entró a Derecho en la Universidad de Concepción, tiene dos magíster uno en filosofía moral y otro en ciencias políticas, seguridad y defensa de la misma casa de estudios, además de un magíster en política criminal y un doctorado en Derecho de la Universidad de Salamanca.

## Actividad profesional
Se desempeñó por más de 10 años en el Ministerio Público como asistente de Fiscal, Fiscal adjunto y Fiscal jefe.
Participó de la Corporación Privada de Desarrollo de la Región del Bío Bío (Corbiobío) como experto y analista en materias legislativas y de descentralización y en 2018 como su presidente.
Desde el año 2013 es profesor del Departamento de Derecho Procesal de la Facultad de Ciencias Jurídicas y Sociales de la Universidad de Concepción, donde dicta clases de grado y posgrado. Profesor en la Universidad de Las Américas y la Universidad Santo Tomás. hasta su incursión en el debate constituyente en 2021.
Es colaborador, desde el 2016, del periódico ciudadano: La ventana ciudadana y del Diario de Concepción.

## Actividad política
Se postuló como candidato independiente a las elecciones de convencionales constituyentes de 2021, en un cupo por el Partido Socialista en la lista del apruebo representando al distrito 20 de la Región del Biobio siendo electo convencional con 10.927 votos (3.58%) asumiendo su cargo el 4 de julio de 2021 y formando parte del Colectivo Socialista que agrupa a militantes e independientes electos bajo el alero del partido.
Dentro de la Convención Constitucional, participó primeramente de la comisión transitoria decomunicaciones, información y transparencia para finalmente desde octubre del 2021 ser parte de la comisión temática de sistemas de justicia, órganos autónomos de control y reforma constitucional, comisión encargada de la redacción de estos temas dentro del proyecto de Constitución. En mayo de 2022 comenzó a desempeñarse en la comisión de Armonización.

## Historial electoral
| Año  | Tipo                          | Territorio    | Pacto             | Partido | Votos  | %   | Resultado    |
| ---- | ----------------------------- | ------------- | ----------------- | ------- | ------ | --- | ------------ |
| 2021 | Convencionales constituyentes | 20.º distrito | Lista del Apruebo | Ind.-PS | 10 927 | 3.6 | Convencional |